# Elvie Thomas
L. V. „Elvie“ Grant Thomas, geboren als L. V. Grant (7. August 1891 in Houston, Harris County, Texas – 20. Mai 1979 ebenda) war eine US-amerikanische Blues-Sängerin und -Gitarristin, über deren Leben sehr wenig bekannt ist.

## Leben
Im März 1930 nahm sie in Grafton, Wisconsin, zwei Stücke auf, Motherless Child Blues und Over to My House. Dabei spielte Geeshie Wiley die zweite Gitarre. Im Anschluss begleitete umgekehrt Thomas ihre Kollegin Wiley bei zwei Aufnahmen, Last Kind Word Blues und Skinny Leg Blues. Auch im folgenden Jahr begleitete Thomas Wiley bei zwei Aufnahmen, Pick Poor Robin Clean und Eagles on a Half.